# Henry Pinckney McCain
Henry Pinckney McCain (Carroll County (Mississippi), 23 januari 1861 - Washington D.C., 25 juli 1941) was een Amerikaans generaal en een oom van admiraal John S. McCain sr., de grootvader van John McCain.

## Kamp
McCain studeerde af aan de United States Military Academy in 1885 als onderluitenant. Hij deed dienst in Alaska, de Filipijnen en was werkzaam in de generale staf. Na een loopbaan van 40 jaar nam McCain afscheid van het leger als majoor generaal op 22 juli 1921. Eén jaar na zijn dood werd in zijn geboortestreek Camp McCain opgericht ter nagedachtenis. Het kamp ligt nabij Grenada (Mississippi) en is anno 2008 nog steeds een trainingskamp, tijdens de Tweede Wereldoorlog tevens gevangenis. Op een bepaald moment waren er 50.000 personen in het kamp aanwezig, waaronder 8.000 Duitse krijgsgevangenen. 
McCain ligt begraven op het Arlington National Cemetery.

## Militaire loopbaan
- Cadet: 1 juli 1881[2]
- Second Lieutenant: 14 juni 1885[2]
- First Lieutenant: 24 februari 1892[2]
- Captain: 2 maart 1899[1]
- Major: 9 november 1900[2]
- Lieutenant Colonel: 30 juni 1901[2]
- Colonel: 23 april 1904[1]
- Brigadier General: 27 augustus 1914[1]
- Major General: 6 oktober 1917[1]
- Reverted to Colonel: 30 juni 1920[1]

## Decoraties
- Army Distinguished Service Medal